# 卢森堡 (伊塞克阿塔区)
卢森堡是吉尔吉斯斯坦楚河州伊塞克阿塔区下辖的一个村。根据2009年吉尔吉斯共和国人口普查，全村人口为4559人。该村始建于1925年。